# Mittellandkanal
Mittellandkanal er med sine 325,7 km Tysklands længste menneskebyggede vandvej. Kanalen begynder i nærheden af Dortmund fra Dortmund-Ems-kanalen og forbinder Hannover og Wolfsburg til Elben i Magdeburg.
For at undgå unødvendig op- og nedslusning når et fartøj skal krydse en flod, er der bygget akvædukter over både Weser i Minden og over Elben ved Magdeburg. I oktober 2003 blev der indviet en stor akvædukt (Wasserstraßenkreuz Magdeburg) over Elben for at forenkle trafikken til Elbe-Havelkanalen som giver forbindelse til Berlin og Oder, sådan at man kan nå Polen. Forbindelse til Østersøen kan nås via Elb-Lübeckkanalen.

## Byggehistorie
Det blev i 1905 besluttet efter lange og heftige diskussioner, at man ville knytte de nordtyske vandveje sammen.
- 1856 – De første planer om kanal fra Ruhrområdet til Elben blev udviklet
- 1906 – Byggestart for området Bergeshövede – Hannover
- 1915 – Den første etape fra Minden åbnet (da som Ems-Weser-kanalen)
- 1916 – Strækningen frem til Hannover blev færdig
- 1928 – Indvielse af den såkaldte Hindenburgsluse ved bydelen Anderten i Hannover
- 1929 – Tilknytning til havneanlæggene i Peine
- 1933 – Tilknytning til havneanlæggene i Braunschweig
- 1938 – Sülfeld-slusen bygges færdig, sådan at forbindelsen til Elben blev skabt med løfteanordningerne i Rotensee ved Magdeburg
- 1942 – Byggearbejderne bliver indstillet som følge af krigen, sådan at forbindelsen til Elben forbliver kun delvis færdigbygget.
- 1993 – For at knytte det tidligere DDR nærmere det vestlige Tyskland, genoptages bygningen af akvædukter og løfteanordninger
- 2001 – Rotensee-slusen færdigbygges og erstatter de tidlige løfteanordninger.
- 2003 – Færdiggørelse af akvædukten Wasserstraßenkreuzes Magdeburg over Elben og Hohenwarte-slusen sørger for at kanalen er farbar hele vejen, for første gang siden krigen.

## Byer som nås fra kanalen
- Ibbenbüren
- Osnabrück (sidekanal)
- Bramsche
- Lübbecke
- Minden
- Garbsen
- Hannover
- Sehnde
- Hildesheim (sidekanal)
- Peine
- Salzgitter (sidekanal)
- Braunschweig
- Wolfsburg
- Haldensleben
- Magdeburg